# 弗里多維奇山
85°27′S 148°12′W / 85.450°S 148.200°W
弗里多維奇山（英語：Mount Fridovich）是南極洲的山峰，是哈洛德伯德山脈的北端，海拔高度440米，該山峰在1929年12月由美國探險隊發現，以美國海軍上尉命名。